# Cryptotis mera
Cryptotis mera là một loài động vật có vú trong họ Chuột chù, bộ Soricomorpha. Loài này được Goldman mô tả năm 1912.